# Herb powiatu karkonoskiego

Herb powiatu w latach 2001-2023

Herb powiatu karkonoskiego – jeden z symboli powiatu karkonoskiego, którego obecna wersja, autorstwa Aleksandra Bąka, została ustanowiona 29 listopada 2023.

## Wygląd i symbolika
Herb przedstawia na tarczy w polu srebrnym orła z srebrną przepaską poprzez pierś i skrzydło, ze srebrnym pierścieniem na ogonie, podzielonego na dwie części, lewą czarną i prawą czerwoną. Na piersi umieszczono tarczę sercową koloru srebrnego z czerwonymi rogami jelenia. Kolory orła wywodzą się od herbu księstwa jaworsko-świdnickiego, na terenie którego znajdują się ziemie powiatu, natomiast rogi nawiązują do stolicy powiatu, Jeleniej Góry.